# Гельвиг, Иван фон
Иван фон Гельвиг — бригадир, участник Семилетней войны. Происходил из эстляндского дворянского рода фон Гельвиг. Участник сражения под Гросс-Егерсдорфом (в звании полковника). С конца 1758 года назначен обер-комендантом города Кёнигсберг в Восточной Пруссии. Прибыл для исполнения обязанностей 29 января 1759 года. В это же время получает звание бригадира. По приказанию Суворова занимался поиском «исправного и инженерную науку знающего офицера» для проведения ремонтных работ на дамбах под Лабиау. 16 мая 1761 скончался от полученных в Гросс-Егерсдорфском сражении ран. Был похоронен в Кёнигсберге.